# Le Bosc, Ariège

Le Bosc este o comună în departamentul Ariège din sudul Franței. În 1 ianuarie 2022 avea o populație de 114 de locuitori.